# هاري كوبي
هاري كوبي (بالإنجليزية: Harry Cobby)‏ (و. 1894 – 1955 م) هو طيار، وعسكري أسترالي، ولد في Prahran ‏، بدأ مشواره المهني سنة 1912، ويحمل رتبة عسكرية عميد جوي ‏، توفي في Heidelberg, Victoria ‏، عن عمر يناهز 61 عاماً.

## الخدمة العسكرية
خدم في القوات الجوية الملكية الأسترالية 1940–1946، وخدم في القوات الجوية الملكية الأسترالية 1921–1936.

## القيادات
تولى قيادة:
- Desert Air Force [الإنجليزية]‏ 1944–1945
- North-Eastern Area Command [الإنجليزية]‏ 1942–1943
- No. 3 Squadron RAAF [الإنجليزية]‏ 1930–1931
- No. 1 Squadron RAAF [الإنجليزية]‏ 1925–1926

## جوائز
حصل على جوائز منها:
- نيشان الامبراطورية البريطانية من رتبة قائد
- Medal bar [الإنجليزية]‏
- وسام الملك جورج  [لغات أخرى]‏
- Mentioned in dispatches [الإنجليزية]‏
- Distinguished Flying Cross (United Kingdom) [الإنجليزية]‏
- طيار بطل
- نيشان الخدمة المتميزة  [لغات أخرى]‏
- Medal of Freedom (1945) [الإنجليزية]‏